# تخم‌مرغ شکم‌پر

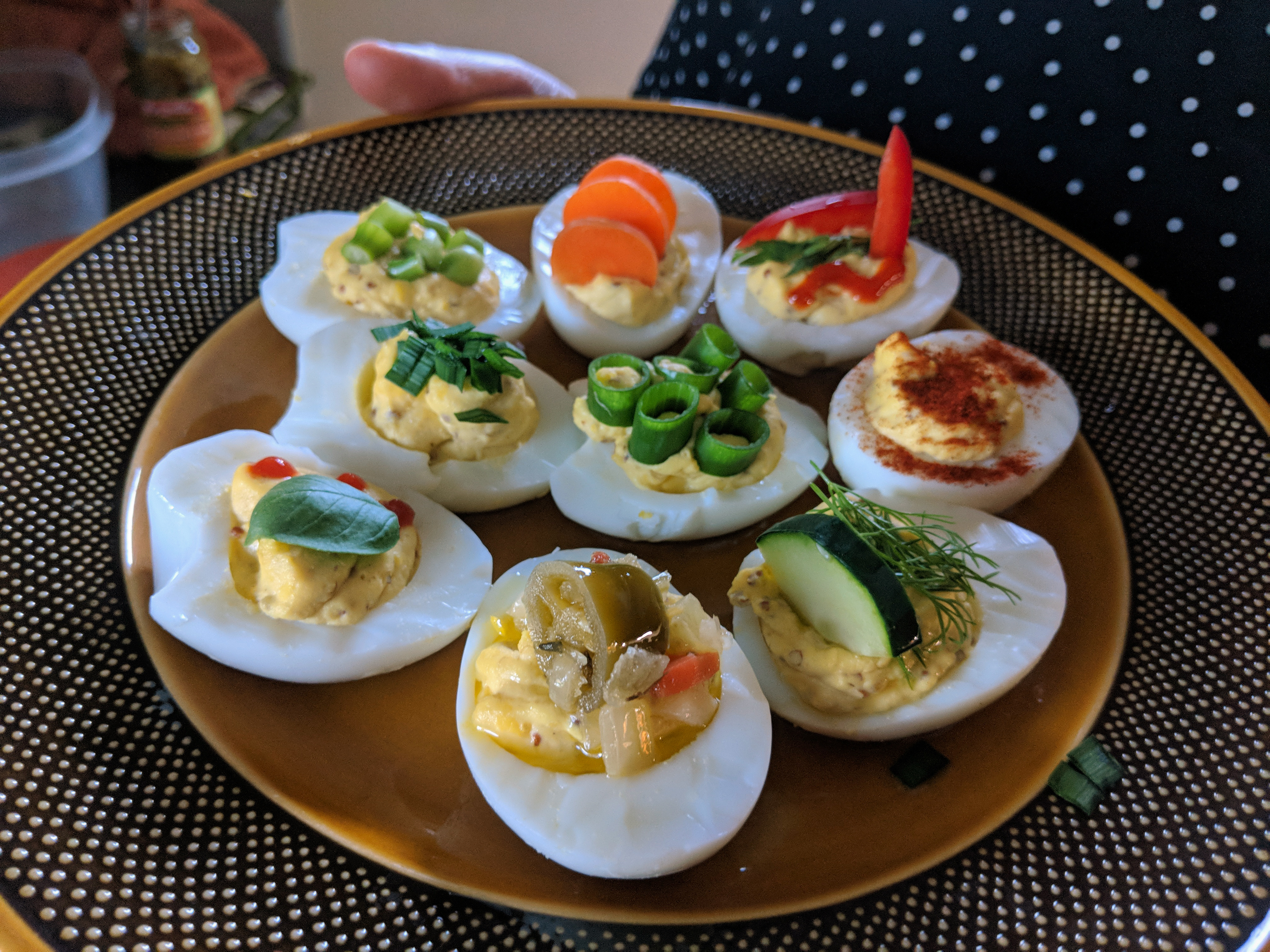
مجموعه‌ای از تخم‌مرغ شکم‌پر

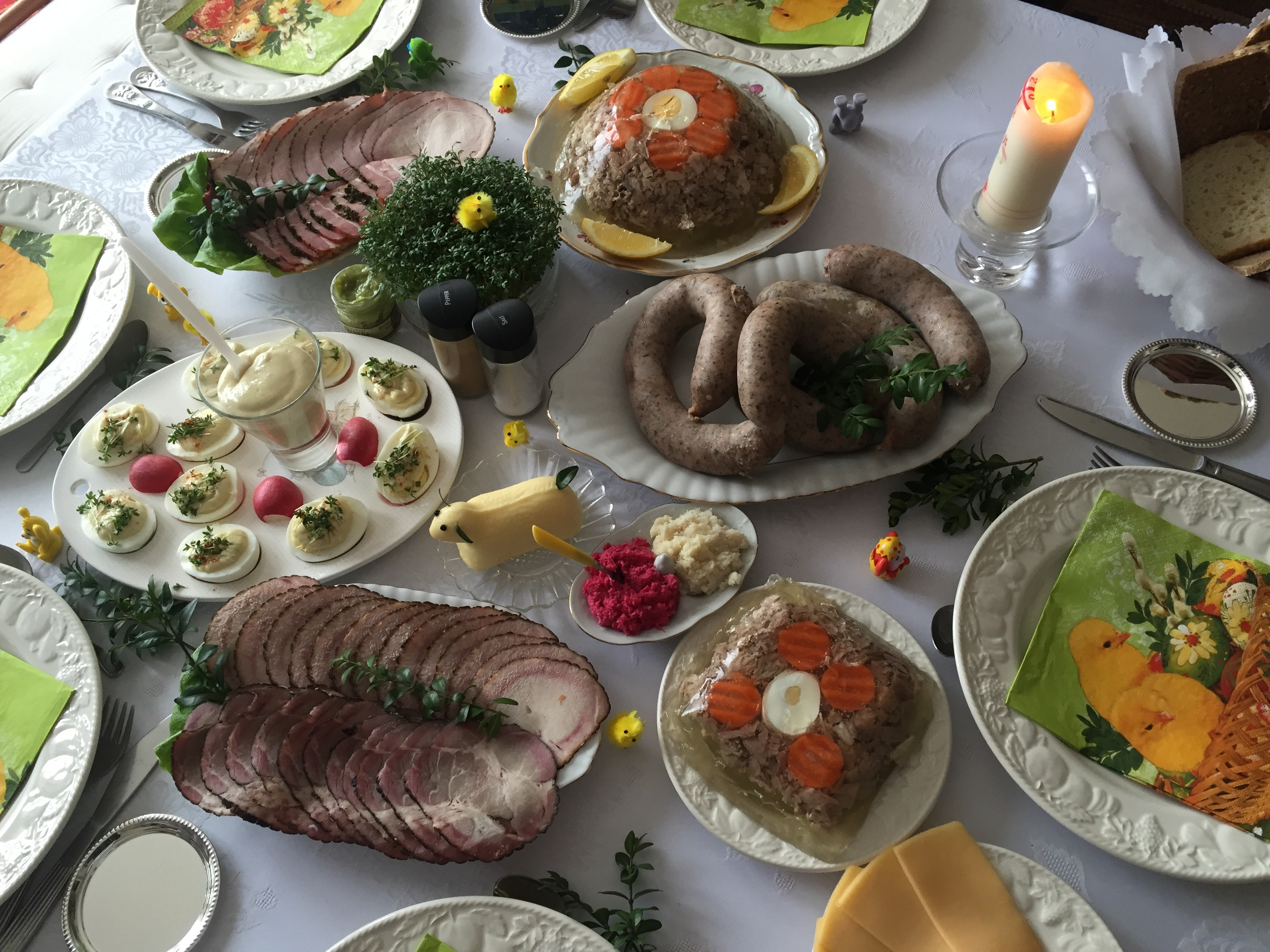
تخم‌مرغ‌های شکم‌پر به عنوان بخشی از صبحانه عید پاک لهستانی صرف می‌شود

تخم‌مرغ‌های شکم‌پر که به نام‌های تخم‌مرغ روسی، تخم‌مرغ کاری یا تخم‌مرغ آماده نیز شناخته می‌شوند، تخم‌مرغ‌های آب‌پزی هستند که پوست آن‌ها را پوست کنده، از وسط دو نیم شده‌اند، و با خمیری که از زرده‌های تخم‌مرغ مخلوط با مواد دیگر تشکیل شده‌است، به عنوان سس مایونز و خردل پر شده‌اند. آنها معمولاً به عنوان پیش‌غذا، اشتهاآور یا غذای اصلی در طول مجالس یا مهمانی‌ها سرد صرف می‌شوند. خاستگاه این غذا را می‌توان در دستورالعمل‌های تخم‌مرغ‌های آب‌پز و چاشنی‌شده در روم باستان دید، جایی که به‌طور سنتی به عنوان اولین غذا صرف می‌شد. این غذا در اروپا، آمریکای شمالی و استرالیا دوست‌داشتنی است.
در متون آشپزی غذاهای اروپایی قرون وسطایی می‌توان دستور تهیه تخم‌مرغ‌های آب‌پز سخت پرشده با گیاهان، پنیر و کشمش را یافت.